# كنيسة الفادي (عمان)
كنيسة الفادي هي أكبر كنيسة من حيث عضوية مطرانية القدس الأسقفية، وتقع في عمان، عاصمة المملكة الأردنية الهاشمية. تعد كنيسة الفادي موطنًا لجماعة عربية بالإضافة إلى مكان اجتماع للجماعة الأنجليكانية الناطقة باللغة الإنجليزية (ESAC).

## التاريخ
تأسست الكنيسة على يد مبشرين من جمعية إرسالية الكنيسة. بدأ المبشرون اجتماعات غير منتظمة في المنازل الخاصة في عام 1919. وتم تشكيل أول مجمع أسقفي عربي دستوريًا في عام 1927، واجتمع في قاعة المدرسة."  تم وضع حجر الأساس للهيكل الحالي في عام 1949 بواسطة ويستون ستيوارت، ثم أسقف الأنجليكانية في القدس.
بعد الحرب العربية الإسرائيلية عام 1948، تم طرد عدد من المسيحيين من فلسطين إلى الضفة الشرقية لنهر الأردن، بما في ذلك عمان. وقد ساعد هذا على زيادة أعداد أعضاء كنيسة الفادي.

## اليوم
حاليًا، تعد كنيسة الفادي أكبر كنيسة في أبرشية القدس الأسقفية من حيث العضوية (حوالي 1700 من أبناء الرعية)، وهو ما يفوق أعداد كل من كاتدرائية كنيسة القديس جاورجيوس الشهيد في القدس وكنيسة القديس جاورجيوس الشهيد في القدس. أول كنيسة بنيت في الأبرشية، كنيسة المسيح، القدس. يقع بالقرب من الدوار الأول، قبالة طريق الرينبو. وتقع بالقرب من مكاتب الأبرشية والمدرسة الأهلية للبنات، وهي أيضًا وزارة تابعة للأبرشية.
رؤية الجماعة العربية، بحسب موقع الأبرشية، هي "الوصول إلى جميع أبناء رعيتنا ومساعدتهم على تلقي الإنجيل وفهمه وعيشه والشهادة له في حياتهم؛ لمواصلة خدمتنا وإدخال جديد". الأنشطة؛ لتعليم وإعداد القادة للمشاركة في خدمة الكنيسة؛ وبناء كنيسة جديدة في غرب عمان لخدمة المجتمع.

في يناير 2004 ألقى رئيس أساقفة كانتربري روان ويليامز خطبة حاول فيها تمكين وتشجيع الأنجليكانيين المحليين، قائلاً:
المسيح يحررنا من السجن في ذكرى معاناتنا. لا يأخذها منه؛ لكنه يساعدنا على رؤية كيف أن معاناتنا تشبه معاناة الآخرين - حتى معاناة أعدائنا - وبالتالي يمنحنا لغة للتحدث مع بعضنا البعض. وبينما يفعل هذا، يحررنا أيضًا من الضعف الذي نحبه؛ إنه يمنحنا القوة لاتخاذ القرارات والتفكير في المستقبل. ننسى بسهولة أن إحدى مواهب الروح القدس هي الذكاء، والقدرة على رؤية موقفنا بصدق والتصرف بناءً على تلك الرؤية، والقدرة أيضًا على رؤية ما يطلبه الله والقيام به، حتى لو كان خطوة صغيرة. الإخلاص أو الحب.
لدى الكنيسة برامج للشباب والشباب والنساء وأعضائها المسنين.

## أنظر أيضاً
- الدين في الأردن
- المسيحية في الأردن
- المسيحية الأرثوذكسية في الأردن
- الكنيسة الكاثوليكية في الأردن
- كاتدرائية مشتركة لاسم يسوع الأقدس